# Vienne Condrieu Agglomération
Vienne Condrieu Agglomération est une communauté d'agglomération française, située à cheval entre le département de l'Isère et celui du Rhône, dans la région Auvergne-Rhône-Alpes. Elle est née le 1er janvier 2018 par la fusion de ViennAgglo (anciennement appelée Communauté d’agglomération du Pays Viennois) et de la communauté de communes de la Région de Condrieu.

## Historique
Début 2017, des discussions sont ouvertes avec la Communauté de communes de la Région de Condrieu (CCRC) pour engager un rapprochement volontaire entre les deux établissements publics de coopération intercommunale. Le 24 avril 2017, un arrêté interpréfectoral de projet de périmètre de la nouvelle communauté d’agglomération est pris. Les 29 conseils municipaux et les 2 conseils communautaires des EPCI ont approuvé pendant l’été 2017 l’arrêté interpréfectoral ainsi que les statuts de la nouvelle communauté d’agglomération qui sera créée au 1er janvier 2018 qui comprendra également la commune de Meyssiez.
Le 1er janvier 2018, la communauté d'agglomération Vienne Condrieu Agglomération est créée par la fusion de la communauté de communes de la Région de Condrieu et de la communauté d'agglomération du Pays Viennois.

## Territoire communautaire

### Composition
La communauté d'agglomération est composée des 30 communes suivantes :

| Nom                    | Code Insee | Gentilé             | Superficie (km2) | Population (dernière pop. légale) | Densité (hab./km2) |
| ---------------------- | ---------- | ------------------- | ---------------- | --------------------------------- | ------------------ |
| Vienne (siège)         | 38544      | Viennois            | 22,65            | 31 555 (2022)                     | 1 393              |
| Ampuis                 | 69007      | Ampuisais           | 15,57            | 2 760 (2022)                      | 177                |
| Chasse-sur-Rhône       | 38087      | Chassères           | 7,91             | 6 484 (2022)                      | 820                |
| Chonas-l'Amballan      | 38107      | Chonarins           | 7,41             | 1 691 (2022)                      | 228                |
| Chuzelles              | 38110      | Chuzellois          | 13,03            | 2 347 (2022)                      | 180                |
| Condrieu               | 69064      | Condriots           | 9,21             | 3 945 (2022)                      | 428                |
| Les Côtes-d'Arey       | 38131      | Côtarins            | 24,31            | 2 023 (2022)                      | 83                 |
| Échalas                | 69080      | Chalarons           | 20,95            | 1 940 (2022)                      | 93                 |
| Estrablin              | 38157      | Estrablinois        | 20,69            | 3 682 (2022)                      | 178                |
| Eyzin-Pinet            | 38160      | Eyzinois            | 28,44            | 2 301 (2022)                      | 81                 |
| Les Haies              | 69097      | Hayards             | 15,97            | 739 (2022)                        | 46                 |
| Jardin                 | 38199      | Jardinois           | 9,25             | 2 156 (2022)                      | 233                |
| Loire-sur-Rhône        | 69118      | Loirards            | 16,6             | 2 736 (2022)                      | 165                |
| Longes                 | 69119      | Longeards           | 24,06            | 951 (2022)                        | 40                 |
| Luzinay                | 38215      | Luzinaisards        | 18,96            | 2 438 (2022)                      | 129                |
| Meyssiez               | 38232      | Meyssiards          | 13,88            | 665 (2022)                        | 48                 |
| Moidieu-Détourbe       | 38238      | Moidillards         | 18,04            | 1 971 (2022)                      | 109                |
| Pont-Évêque            | 38318      | Épiscopontains      | 8,76             | 5 843 (2022)                      | 667                |
| Reventin-Vaugris       | 38336      | Reventinois         | 18,4             | 2 042 (2022)                      | 111                |
| Saint-Cyr-sur-le-Rhône | 69193      |                     | 6,02             | 1 273 (2022)                      | 211                |
| Saint-Romain-en-Gal    | 69235      | Romanères           | 13,39            | 1 990 (2022)                      | 149                |
| Saint-Romain-en-Gier   | 69236      | Saint-Romanais      | 4,05             | 598 (2022)                        | 148                |
| Saint-Sorlin-de-Vienne | 38459      | Saint-Sorlinois     | 9,94             | 967 (2022)                        | 97                 |
| Sainte-Colombe         | 69189      |                     | 1,6              | 1 994 (2022)                      | 1 246              |
| Septème                | 38480      | Septèmois           | 21,55            | 2 153 (2022)                      | 100                |
| Serpaize               | 38484      | Serpaizans          | 11,71            | 2 100 (2022)                      | 179                |
| Seyssuel               | 38487      | Seyssuellois        | 9,75             | 2 168 (2022)                      | 222                |
| Trèves                 | 69252      |                     | 7,56             | 723 (2022)                        | 96                 |
| Tupin-et-Semons        | 69253      | Tupiniers-Semoniers | 8,26             | 650 (2022)                        | 79                 |
| Villette-de-Vienne     | 38558      | Villettois          | 11,03            | 1 979 (2022)                      | 179                |

### Démographie
| 1968   | 1975   | 1982   | 1990   | 1999   | 2008   | 2013   | 2019   |
| ------ | ------ | ------ | ------ | ------ | ------ | ------ | ------ |
| 57 371 | 61 962 | 68 708 | 74 155 | 79 411 | 85 142 | 87 014 | 91 578 |

## Administration

### Siège
Le siège de la communauté d'agglomération est situé à Vienne.

### Les élus
Le conseil communautaire de la communauté d'agglomération se compose de 51 conseillers, représentant chacune des communes membres et élus pour une durée de six ans.
Ils sont répartis comme suit :
| Nombre de conseillers | Communes                      |
| --------------------- | ----------------------------- |
| 17                    | Vienne                        |
| 3                     | Chasse-sur-Rhône, Pont-Évêque |
| 2                     | Condrieu                      |
| 1 (+1 suppléant)      | les autres communes           |

### Présidence
| Période                                  | Période                       | Identité        | Étiquette | Qualité                   |
| ---------------------------------------- | ----------------------------- | --------------- | --------- | ------------------------- |
| Les données manquantes sont à compléter. |                               |                 |           |                           |
| janvier 2018                             | En cours (au 15 juillet 2020) | Thierry Kovacs, | LR        | maire de Vienne (2014 → ) |

### Régime fiscal et budget
Le régime fiscal de la communauté d'agglomération est la fiscalité professionnelle unique (FPU).